# Le Grand Bill
Pour les articles homonymes, voir Along Came Jones (homonymie).
Pour plus de détails, voir Fiche technique et Distribution.
Le Grand Bill (titre original : Along Came Jones) est un film américain réalisé par Stuart Heisler, sorti en 1945.

## Synopsis
Un cow-boy naïf et incapable de se servir d'une arme se trouve confondu par la population d'un village avec un voleur ayant une réputation de tueur qui fait peur à tous. Il sera amené à rencontrer une très jolie jeune femme qui l'aidera à se sortir de situations dangereuses. 

## Fiche technique
- Titre : Le Grand Bill
- Titre original : Along Came Jones
- Réalisation : Stuart Heisler
- Scénario : Nunnally Johnson d'après un roman d'Alan Le May
- Photographie : Milton R. Krasner
- Montage : Thomas Neff
- Musique : Arthur Lange
- Direction artistique : Wiard Ihnen
- Décors : Julia Heron
- Costumes : Walter Plunkett
- Producteurs : Gary Cooper, Walter Thompson et William Goetz
- Société de production : Cinema Artists et International Pictures
- Société de distribution : RKO Radio Pictures
- Pays d'origine :  États-Unis
- Langue : anglais américain
- Format : Noir et blanc — 35 mm — 1,37:1 — Son : Mono (Western Electric Noiseless Recording)
- Genre : Western
- Durée : 90 minutes, 1 h 30
- Dates de sortie : 
  -  États-Unis : 19 juillet 1945 ;
  -  France : 28 novembre 1947.

## Distribution
- Gary Cooper : Melody Jones
- Loretta Young : Cherry de Longpre
- William Demarest : George Fury
- Dan Duryea : Monte Jarrad
- Frank Sully : Avery de Longpre
- Don Costello : Leo Gledhill
- Walter Sande : Ira Waggoner
- Russell Simpson : Pop de Longpre
- Arthur Loft : Shérif
- Willard Robertson : Luke Packard
- Ray Teal : Kriendler
- Lane Chandler : Boone
- Ernie Adams : Un garçon
- Erville Alderson : Barman
- Hank Bell : Cavalier
- Horace B. Carpenter : Vieil homme au saloon

## À noter
- Ce film a inspiré la chanson de Jerry Leiber et Mike Stoller intitulée Along Came Jones et parue en 1959. (Henri Salvador reprit cette chanson en français sous le titre Zorro est arrivé).
- Dans le film, le personnage jouée par Gary Cooper chante la chanson I'm a poor lonesome cowboy, qui deviendra quelques années plus tard la chanson emblématique de Lucky Luke dans la célèbre série de bandes dessinées du Français René Goscinny et du Belge Morris[1],[2].